# Gottfried Engelmann

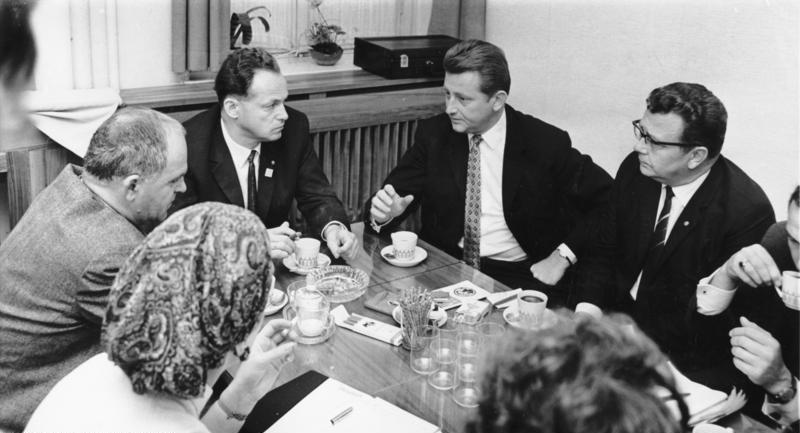
Gottfried Engelmann (2. von rechts) auf der Herbstmesse 1968 in Leipzig.

Gottfried Engelmann (* 23. Juli 1926 in Glauchau; † 22. Januar 2006 ebenda) war ein deutscher Werkdirektor in der DDR. Er war Mitglied des Zentralvorstandes der LDPD und Abgeordneter der Volkskammer.

## Leben
Engelmann, Sohn eines kaufmännischen Angestellten, beantragte am 11. Februar 1944 die Aufnahme in die NSDAP und wurde zum 20. April desselben Jahres aufgenommen (Mitgliedsnummer 9.977.546).
Von 1946 bis 1948 absolvierte er eine Ausbildung zum Spinner und Weber, studierte bis 1950 an der Ingenieurschule für Textiltechnik in Reichenbach im Vogtland und wurde Textilingenieur. Er trat 1946 in die LDPD ein. Von 1948 bis 1958 war er Betriebsleiter und von 1958 bis 1972 auch Komplementär des dann halbstaatlichen Betriebes Nitschke & Co. Weberei in Glauchau. Von 1958 bis 1961 absolvierte er ein Fernstudium für Komplementäre an der Universität Leipzig und wurde 1963 Diplom-Wirtschaftler. 1971 wurde er zum Dr. oec. promoviert.
Im Jahr 1972 wurde der von ihm geleitete Betrieb mit staatlicher Beteiligung verstaatlicht, und er wurde Direktor des VEB Kammgarnweberei in Glauchau. Von 1973 bis 1975 war er Direktor im VEB Textilwerke Palla-Glauchau und dann bis 1979 dort Direktor für Beschaffung. Ab 1979 war er Direktor für Export im VE Kombinat Wolle und Seide in Meerane.
Engelmann wurde 1958 stellvertretender Vorsitzender des LDPD-Kreisvorstandes Glauchau und 1962 zum Abgeordneten des Kreistags Glauchau gewählt, dem er bis 1966 angehörte. Von 1967 bis 1971 war er Nachfolgekandidat der Volkskammer. Am 24. Juni 1971 rückte er für den verstorbenen Walter Thürmer als Abgeordneter der Volkskammer nach. Dort war er Mitglied des Ausschusses für Haushalt und Finanzen. Zusätzlich war er von 1970 bis 1972 Vorsitzender der Arbeitsgruppe Komplementäre, Handwerker und Gewerbetreibende beim Bezirksausschuss Karl-Marx-Stadt der Nationalen Front. Auf dem 11. Parteitag der LDPD im Februar 1972 wurde er in den Zentralvorstand (ZV) und zum Mitglied des Politischen Ausschusses des ZV der LDPD gewählt.

## Ehrungen in der DDR
- 1971 Vaterländischer Verdienstorden in Bronze
- 1972 Vaterländischer Verdienstorden in Gold
- 1974 Ehrenmedaille der Nationalen Front
- 1975 Wilhelm-Külz-Ehrennadel
- Verdienstmedaille der DDR
- Banner der Arbeit